# Franco Brioschi
Franco Brioschi (Borgoratto Mormorolo, 29 settembre 1945 – Garbagnate Milanese, 15 febbraio 2005) è stato un critico letterario e italianista italiano.

## Biografia
Dopo aver frequentato il Liceo Ginnasio Giovanni Berchet, si laureò all'Università degli Studi di Milano nel 1970 con Gaetano Trombatore e Vittorio Spinazzola. Dedicò i primi studi al liberale Piero Gobetti, a poeti come Vittorio Sereni (con il quale condividerà la direzione della collana "Le Silerchie" per Il Saggiatore) e a critici come Giacomo Debenedetti, passando presto allo studio di Giacomo Leopardi, al quale dedicherà importanti saggi e di cui curerà l'edizione dei Canti (per Rizzoli nel 1974, ma continuamente ristampata) e, con la moglie Patrizia Landi, dell'Epistolario (in 2 voll. presso Bollati Boringhieri nel 1998).
Fu docente sia di Critica e Teoria della Letteratura sia di Stilistica e Semiotica del Testo all'Università di Milano, e collaboratore di importanti riviste quali "Comunità", "Belfagor", "Quaderni Piacentini", "L'indice dei libri del mese", "Nuovi Argomenti", nonché delle pagine culturali de "L'Unità". Come consulente di Giulio Bollati contribuì alla nascita della casa editrice Bollati Boringhieri.
Con Costanzo Di Girolamo scrisse diversi manuali di studio, come Elementi di teoria letteraria (1984), Manuale di letteratura italiana in 4 volumi (1993-1996); e Introduzione alla letteratura (2003, tradotto anche in spagnolo). Inoltre introdusse e curò opere di Jean-Paul Sartre (Che cos'è la letteratura?), Nelson Goodman (I linguaggi dell'arte), Giuseppe Chiarini (Vita di Leopardi), Epitteto, Giacomo Debenedetti (Personaggi e destino), Giovanni Giudici, Italo Svevo, Gwyn A. Williams (Goya e la rivoluzione impossibile nel 1978), Bertil Malmberg (New Trends in Linguistics, nel 1972), Siegfried J. Schmidt (La comunicazione letteraria nel 1983) e Claude Hagège (L'homme de paroles, nel 1989).
È morto che non aveva ancora raggiunto i 60 anni: veniva così a mancare una delle prospettive teoriche sulla letteratura più empiriche e razionali e metodologicamente rigorose (soprattutto nella visione di un Leopardi "illuminista") della critica italiana del XX secolo.

## Opere in volume
- L'azione politico-culturale di Piero Gobetti, Principato, Milano 1974
- La poesia senza nome: saggio su Leopardi, Il Saggiatore, Milano 1980; n. ed. 2008 ISBN 978-88-565-0095-0
- La parola ritrovata: fonti e analisi letteraria (con altri), a cura di Costanzo Di Girolamo e Ivano Paccagnella, Sellerio, Palermo 1982
- La mappa dell'impero: problemi di teoria della letteratura, il Saggiatore, Milano 1983; con introduzione di Alberto Cadioli, Net, Milano 2006 ISBN 88-515-2316-9
- Elementi di teoria letteraria, Principato, Milano 1984 (con Costanzo Di Girolamo) ISBN 88-416-1106-5
- La ragione critica: prospettive nello studio della letteratura, Einaudi, Torino 1986 (con Costanzo Di Girolamo e Alfonso Berardinelli) ISBN 88-06-59741-8
- Gli anni '60: intellettuali e editoria (a cura di), prefazione di Cesare Segre, Fondazione Arnoldo e Alberto Mondadori, Milano 1987 (atti del convegno omonimo tenutosi a Milano il 7 e l'8 maggio 1984)
- Sull'identità della critica letteraria in Identità della critica, Nuova Alfa, Bologna 1991 (articoli di Jean-Jacques Nattiez, Omar Calabrese, Franco Ruffini, Gianfranco Bettetini e Luciano Nanni)
- Manuale di letteratura italiana. Storia per generi e problemi (con Costanzo Di Girolamo), 4 voll., Bollati Boringhieri, Torino 1993-1996
- Il testo, l'analisi, l'interpretazione: lezioni di teoria e critica letteraria (con altri), a cura di Matteo D'Ambrosio, Liguori, Napoli 1995 ISBN 88-207-2433-2
- Spiegare in Mario Lavagetto (a cura di), Il testo letterario. Istruzioni per l'uso, Laterza, Bari 1996
- Un mondo di individui: saggio sulla filosofia del linguaggio, Unicopli, Milano 1999 ISBN 88-400-0596-X
- Critica della ragion poetica e altri saggi di letteratura e filosofia, Bollati Boringhieri, Torino 2002 ISBN 88-339-1386-4
- Introduzione alla letteratura (con Costanzo Di Girolamo e Massimo Fusillo), Carocci, Roma 2003 ISBN 978-88-430-2650-0